# Bahrains Grand Prix 2008
Bahrains Grand Prix 2008 var det tredje av 18 lopp ingående i formel 1-VM 2008.

## Rapport
Robert Kubica i BMW tog pole position, vilken var hans och stallets första, före Felipe Massa i Ferrari, Lewis Hamilton i McLaren och Kimi Räikkönen i Ferrari.
Massa tog starten och ledde från start till mål och vann före stallkamraten Räikkönen och Kubica i BMW. Hamilton fick en dålig start och tappade flera placeringar och när han senare körde in i Fernando Alonsos Renault och förstörde sin framvinge var hans chanser att ta poäng i loppet borta.

## Resultat
1. Felipe Massa, Ferrari, 10 poäng
2. Kimi Räikkönen, Ferrari, 8
3. Robert Kubica, BMW, 6
4. Nick Heidfeld, BMW, 5
5. Heikki Kovalainen, McLaren-Mercedes, 4
6. Jarno Trulli, Toyota, 3
7. Mark Webber, Red Bull-Renault, 2
8. Nico Rosberg, Williams-Toyota, 1
9. Timo Glock, Toyota
10. Fernando Alonso, Renault
11. Rubens Barrichello, Honda
12. Giancarlo Fisichella, Force India-Ferrari
13. Lewis Hamilton, McLaren-Mercedes
14. Kazuki Nakajima, Williams-Toyota
15. Sébastien Bourdais, Toro Rosso-Ferrari
16. Anthony Davidson, Super Aguri-Honda
17. Takuma Sato, Super Aguri-Honda
18. David Coulthard, Red Bull-Renault
19. Adrian Sutil, Force India-Ferrari

### Förare som bröt loppet
- Nelson Angelo Piquet, Renault (varv 40, växellåda)
- Jenson Button, Honda (19, olycksskada)
- Sebastian Vettel, Toro Rosso-Ferrari (0, olycksskada)